# Бранислав Димитриєвич
Бранислав «Бранко» Димитриєвич (серб. Бранислав Димитријевић / Branislav Dimitrijević, нар. 27 жовтня 1908, Белград  — пом. 5 січня 1981, там само) — югославський футболіст, що грав на позиції захисника. Відомий виступами за клуб «Югославія», а також національну збірну Югославії. 

## Клубна кар'єра
Є вихованцем футбольного клубу БСК.
В 1926 році приєднався до клубу «Югославія». З командою був срібним призером чемпіонату Югославії 1930, а також бронзовим призером у сезонах 1929 і 1932-33 років.
Загалом у складі «Югославії» зіграв 290 матчів і за чим показником в історії клубу поступається лише Бранко Петровичу (308 матчів) і Стевану Лубричу (294 матчі).
| Дата       | Місто   | Господарі      | Результат | Гості     | Турнір            | Голи | Примітки |
| ---------- | ------- | -------------- | --------- | --------- | ----------------- | ---- | -------- |
| 08.04.1928 | Загреб  | Югославія      | 2 – 1     | Туреччина | товариський матч  | -    |          |
| 26.01.1930 | Афіни   | Греція         | 2 – 1     | Югославія | Балканський кубок | -    |          |
| 30.06.1932 | Белград | Югославія      | 2 – 3     | Болгарія  | Балканський кубок | -    |          |
| 09.10.1932 | Прага   | Чехословаччина | 2 – 1     | Югославія | товариський матч  | -    |          |
| 10.09.1933 | Варшава | Польща         | 4 – 3     | Югославія | товариський матч  | -    |          |
| Усього     |         | Матчів         | 5         |           | Голів             | 0    |          |

## Трофеї і досягнення
- Срібний призер чемпіонату Югославії: 1930
- Бронзовий призер чемпіонату Югославії: 1929, 1932—33
- Срібний призер Балканського кубку: 1929-31, 1932